# Patxi Bisquert
Patxi Manterola Bisquert (Cizúrquil, Guipúzcoa, 19 de septiembre de 1952) es un actor y director español.

## Biografía
Nació el 19 de septiembre de 1952 en la Casa Cuna de Fraisoro de la localidad guipuzcoana de Cizúrquil en el País Vasco (España) donde pasó sus primeros años antes de ser llevado al caserío de sus abuelos en Fuenterrabía. A los 14 años se traslada junto a su familia a Éibar donde comienza a trabajar en una fábrica metalúrgica. Cuando tenía 18 años la fábrica se traslada a Vitoria y Patxi se instala en la capital alavesa. 
Participa activamente como sindicalista y se hace miembro de ETA político-militar. Detenido en 1972, pasó tres años en la cárcel, de la que salió en 1975. Participó en la organización de la fuga de Segovia. 
En 1981, los productores de la película La fuga de Segovia de Imanol Uribe, que narra la fuga real de un grupo de presos de ETA en 1976, le ofrecieron uno de los papeles protagonistas, ya que Bisquert había colaborado en la organización de la fuga. De este modo, Patxi Bisquert, que no había tenido hasta entonces relación con el cine, comenzó una carrera de actor, que compaginó con su vocación inicial, vinculada con el mundo del caserío vasco, estuvo residiendo trece años en un entorno rural gallego en plana Ribeira Sacra orensana. Luego pasó a vivir a la localidad navarra de Erroz, planteándose retomar la actividad cinematográfica.
Tras este primer papel, actuó en La conquista de Albania de Alfonso Ungría (1983) y Akelarre, de Pedro Olea (1984). Su consagración como actor le llegaría ese mismo año con su papel protagonista en Tasio, de Montxo Armendáriz. En total ha participado en una treintena de películas.

## Filmografía
- Ombuaren Itzala (2024)*
- Migas de pan (2016) Celda 211 (2009)
- Bosque de sombras (2006)
- Silencio roto (2001)
- Sarabe (1999)
- Patesnak, un cuento de Navidad (1998)
- Suerte (1997)
- Agurra (1996)
- La jugada (1993)
- Offeko maitasuna (1992)
- Havanera 1820 (1992)
- La Teranyina (1990)
- Ke arteko egunak (1990)
- El anónimo... ¡vaya papelón! (1990)
- Sauna (1990)
- La punyalada (1990)
- Freebel (1990)
- El acto (1989)
- Gran Sol (1989)
- Un negro con un saxo (1989)
- La beca (1989)
- El Dorado (1988)
- Kareletik (1987)
- El amor de ahora (1987)
- Ehun metro (1986)
- Petit casino (1986)
- Golfo de Vizcaya (1985)
- Caso cerrado (1985)
- Tasio (1984)
- Akelarre (1984)
- La conquista de Albania (1984)
- La fuga de Segovia (1981)